# Okenia elegans
Okenia elegans (Leuckart, 1828) è un mollusco nudibranco appartenente alla famiglia Goniodorididae.

## Biologia
Si nutre di in prevalenza di ascidie dei generi Ascidia, Ciona, Ctenicella, Dendrodoa, Microcosmus, Molgula, Phallusia e Polycarpa.

## Distribuzione e habitat
È diffuso nel Mar Mediterraneo occidentale, golfo di Biscaglia, raramente nel Mare del Nord meridionale.